# Суэ (коммуна)
Суэ́ (фр. Souhey) — коммуна во Франции, находится в регионе Бургундия. Департамент коммуны — Кот-д’Ор. Входит в состав кантона Семюр-ан-Осуа. Округ коммуны — Монбар.
Код INSEE коммуны — 21612.

## Население
Население коммуны на 2010 год составляло 95 человек.
| 1962 | 1968 | 1975 | 1982 | 1990 | 1999 | 2010 |
| ---- | ---- | ---- | ---- | ---- | ---- | ---- |
| 34   | 38   | 47   | 75   | 75   | 74   | 95   |

## Экономика
В 2010 году среди 69 человек трудоспособного возраста (15—64 лет) 51 были экономически активными, 18 — неактивными (показатель активности — 73,9 %, в 1999 году было 78,4 %). Из 51 активных жителей работали 48 человек (24 мужчины и 24 женщины), безработных было 3 (2 мужчин и 1 женщина). Среди 18 неактивных 4 человека были учениками или студентами, 11 — пенсионерами, 3 были неактивными по другим причинам.